# Emilio Taruffi
Emilio Taruffi (1633 – 1696) è stato un pittore italiano.

## Biografia

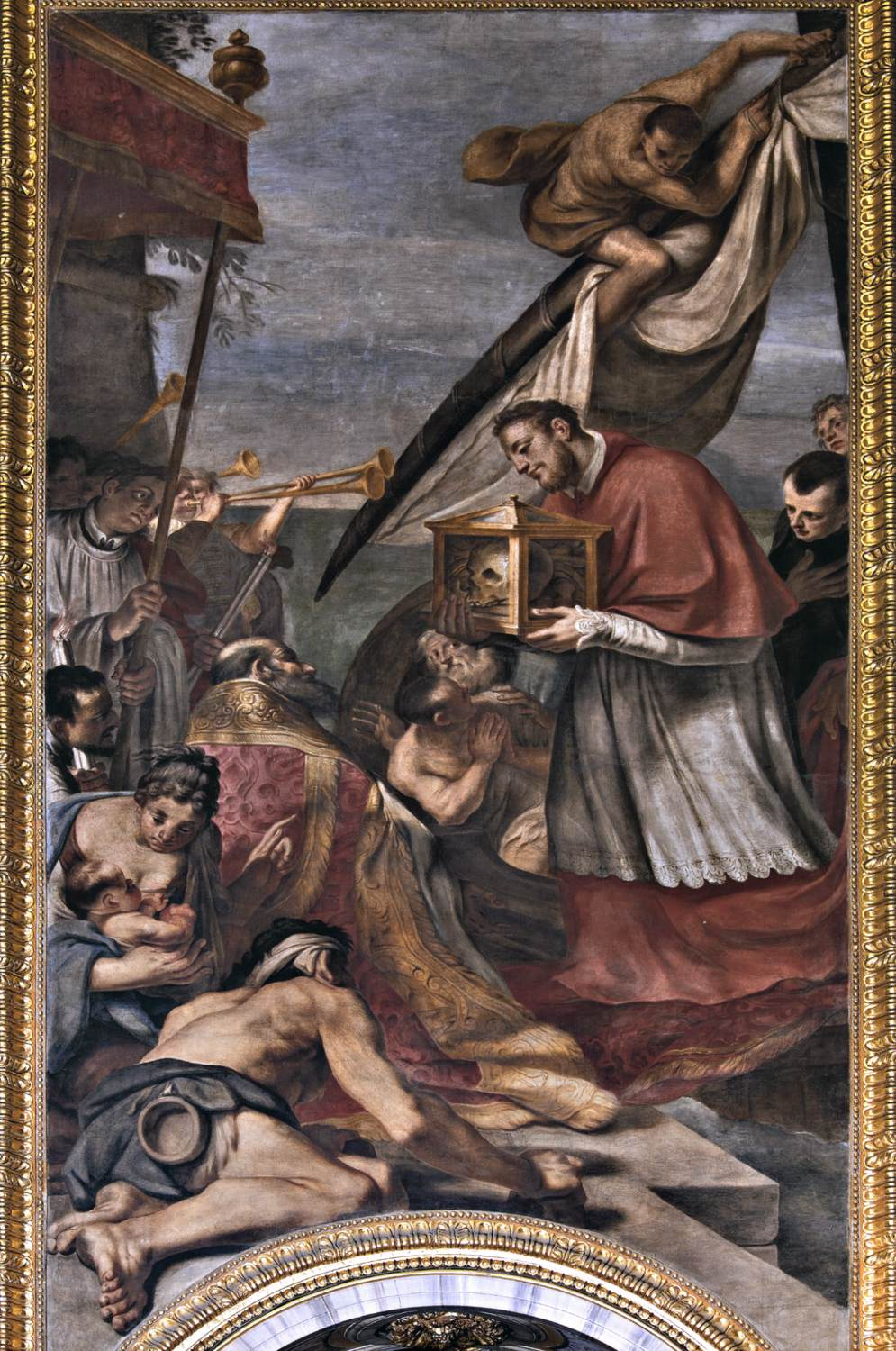
Arrivo delle reliquie di sant'Andrea in Ancona, chiesa di Sant'Andrea della Valle, Roma

Allievo di Francesco Albani, la cui influenza è evidente nella pala d'altare di san Lorenzo, realizzata nel 1654 per la basilica di Santa Maria in Porto di Ravenna. Successivamente fu allievo di Carlo Cignani, con cui collaborò per gli affreschi nella Sala Farnese del Palazzo Pubblico di Bologna, realizzati tra il 1658 ed il 1660, e per quelli delle storie di sant'Andrea per la chiesa di Sant'Andrea della Valle a Roma. Di Taruffi rimangono pochi altri lavori, tra cui vanno citati due pale d'altare di datazione ignota: una raffigurante San Giovanni abate e San Maurizio per la  chiesa di San Giovanni Evangelista a Parma e la Vergine con i santi Martino, Agnese e Cristina per la chiesa parrocchiale di Casalecchio di Reno. Il suo capolavoro è, però, considerata la pala con la Vergine che appare a San Celestino V Pietro di Morrone nella chiesa di San Giovanni Battista dei Celestini a Bologna (1682). Stilisticamente dimostra di aver appresso le novità di Annibale Carracci e del Guercino, ed è degno di nota il fatto che abbia incorporato nei suoi lavori le convenzioni classiche della pittura bolognese. 
Tra i suoi allievi figura Maria Elena Panzacchi.
Morì, sembra assassinato, nel 1696.